# Des filles en noir
Pour plus de détails, voir Fiche technique et Distribution.
Des filles en noir est un film français écrit et réalisé par Jean Paul Civeyrac, sorti en 2010.
Le film a été présenté à la Quinzaine des réalisateurs au Festival de Cannes 2010.

## Synopsis
Une ville de province. Noémie et Priscilla, deux filles de 17 ans de milieux modestes, nourrissent le même dégoût du monde, et la même violence. Elles inquiètent fortement leurs proches qui les sentent capables de tout…

## Fiche technique
Sauf indication contraire, les informations mentionnées dans cette section peuvent être confirmées par la base de données cinématographiques Unifrance,  présente dans la section « Liens externes ».
- Titre original : Des filles en noir
- Réalisation et scénario : Jean Paul Civeyrac
- Directeur de la photographie : Hichame Alaouie
- Montage : Louise Narboni
- Producteur : Philippe Martin
- Distribution des rôles : Sarah Teper
- Maquillage : Raphaële Thiercelin
- Manager de production unité : Stéphanie Delbos
- Premier assistant réalisateur : Thomas Longuet
- Second réalisateur assistant : Nadège Catenacci
- Ingénieur du son : François Méreu, Sébastien Savine, Stéphane Thiébaut
- Photographe : Carole Bethuel
- Electricien : Nicolas Rapin, Pietro Rosso
- Pays d'origine :  France
- Langue : français
- Genre : drame
- Durée : 85 minutes
- Dates de sortie:
  - France : 18 mai 2010 (Festival de Cannes) ; 3 novembre 2010 (sortie nationale)

## Distribution
- Élise Lhomeau : Noémie
- Léa Tissier : Priscilla
- Élise Caron : Martha
- Isabelle Sadoyan : Sonia
- Roger Jendly : Tony
- Thierry Paret : Alain
- Aurore Soudieux : Isabelle
- Yuliya Zimina : la professeure de musique
- Christine Vézinet : Mme Schaeffer
- Jérôme Derre : l'inspecteur
- Robinson Delacroix : Clément
- Brice Fazekas : Sam
- Lyes Salem : le docteur
- Laurent Lacotte : un musicien
- Guillaume Verdier : un musicien
- Benjamin Levy : le chef d'orchestre

## Production
Le film a été tourné durant l'été 2009 à Voiron, Coublevie, Eybens, Noyarey et Grenoble (Rhône-Alpes Cinéma).